# مروارید (نمایشنامه)
مروارید نمایشنامه‌ای از محمد چرم‌شیر است، که در سال۱۳۶۹ نوشته شده و در سال ۱۳۸۱ توسط نشر روزبهان  در مجلد فاطمه عنبر به چاپ رسیده است، این نمایشنامه در سال ۱۳۷۲ با کارگردانی حسین احمدی‌نسب به‌روی صحنه رفته است. این نمایشنامه بارها در سالن‌های تئاتر به‌روی صحنه رفته است.